# عبد الله بن محمد السفر
عبد الله بن محمد السفر (1960م، الجشة) كاتب وناقد سعودي، كتب في عدد من الصحف السعودية، ورأٍس القسم الثقافي في جمعية الثقافة والفنون في الدمام، وصدر له مجموعة من المؤلفات الأدبية منها: كتاب «إيقاع التحول وقمر الارتياب».

## الدراسة والعمل

### الدراسة
- درس المرحلة الابتدائية في مدرسة الجشة عام 1392هـ.
- درس المرحلة المتوسطة في مدرسة الجفر عام 1395هـ.
- درس المرحلة اثانوية في مدرسة الملك خالد في الهفوف عام 1398هـ.
- تخرج في الكلية المتوسطة بالدمام عام 1402هـ.
- حصل على درجة البكالوريوس في اللغة العربية من كلية المعلمين في الأحساء عام 1412هـ.

### العمل
- عمل معلمًا في مدرسة الجشة الابتدائية.
- عمل مرشدًا طلابيًا في مدرسة حطين الابتدائية بالثقبة.
- عمل بوحدة الخدمات الإرشادية بالدمام من عام 1419هـ [3]

## إسهاماته الثقافية والعلمية
- عمل محررًا ثقافيًا بصحيفة الرياضي السعودية بين عامي 1996-2004م.
- كاتب بزاوية أسبوعية بصحيفة اليوم تحت عنوان: (كلام أقل) بين عامي 1997-2005م.
- كتب مقالات عدة في العديد من الصحف السعودية والعربية
- كاتب لعمود أسبوعي في صحيفة الوطن السعودية.
- رئيس القسم الثقافي بجمعية الثقافة والفنون في الدمام بين عامي 2003-2005م.
- شارك في العديد من الملتقيات الثقافية داخل السعودية وخارجها.[4]
- اختير عضواً في لجنة تحكيم مسابقة السيناريو غير المنفذ في مهرجان أفلام السعودية في دورته السادسة عام 2020م.[5]

## مؤلفاته
- يفتح النافذة ويرحل (نصوص إبداعية نثرية)، المؤسسة العربية للدراسات والنشر، بيروت، 1995م.
- جنازة الغريب (نصوص إبداعية)، نادي المنطقة الشرقية الأدبي، 1428هـ/2007م.
- يصرون على البحر (شعريات سعودية)، [بالاشتراك مع محمد الحرز]، الجزائر، 2007م.[6]
- اصطفاء الهواء والقصيدة الجديدة في السعودية (متابعات نقدية)، نشر نادي أدبي حائل ودار الانتشار العربي في بيروت، 2010م.
- حفرة الصحراء وسياج المدينة: الكتابة الأدبية في السعودية، نادي الجوف الأدبي، 2010م.[7]
- يطيش الاسم بين يديه. دار طوى، 2011م.[8]
- دليل العائدين إلى الوحشة، دار طوى، 2012م.[9]
- وسم الأيام، دار طوى، 2013م.[10]
- يذهبون في الجلطة، دار طوى.
- عفوك أيها الجسر فأنا أحمل كتاباً، دار طوى، 2014م.[11]
- يرمي قبعته على العالم ويغمض عينيه. دار مسعى، 2014م.[12]
- قصاصة نافرة. نادي الرياض الأدبي، 2015م.[13]
- إيقاع التحول وقمر الارتياب، دار روايات، 2020م.[14]

## وصلات خارجية
- عبد الله السفر
- عبد الله السفر: تحولات العالم نهر عابر للحدود وللجغرافيا.. ولا عاصم منها
- الشاعر السعودي عبد الله السفر: في خرائب الأسمنت.. (نفتح نافذة ونرحل)